# Cóc tía
Cóc tía (tên khoa học: Bombina maxima) là một loài cóc thuộc họ Bombinatoridae. Nó là động vật có bản địa Trung Quốc. Cóc tía sống ở các đầm lầy nước ngọt, ao hồ, sông suối và kênh, vùng đất ẩm. Cóc tía ăn các loại côn trùng và loài không xương sống. Đây là loài đặc hữu của Tứ Xuyên, Vân Nam và Quý Châu ở Trung Quốc.
Môi trường sống tự nhiên của chúng là đầm nước, đầm nước ngọt, đầm nước ngọt có nước theo mùa, suối nước ngọt, đất canh tác, kênh đào và mương rãnh.

## Đặc điểm sinh học

### Hình dáng
- Lỗ mắt hình tam giác, không có màng nhĩ[2]

### Sinh thái
- Sống ẩn dưới các tảng đá lớn, đám lá rụng ở các hốc, khe đất ven bờ nước lặng có nhiều cây cỏ mục rữa tại các vùng núi cao trên 2000 m[2]
- Thức ăn: sâu bọ
- Sinh sản: cóc tía giao phối trong tư thế ôm ngang hông phía trên bắp đùi.[2]

## Phân bố
- Khi hiểu theo nghĩa hẹp, với sự chia tách Bombina fortinuptialis và Bombina microdeladigitora thành các loài độc lập, thì nó là loài đặc hữu của Trung Quốc, đặc biệt là ở phía nam. Còn khi hiểu theo nghĩa rộng (bao gồm cả hai loài nói trên) thì nó cũng có ở Việt Nam, được quan sát thấy ở Lào Cai (Sa Pa)[2] (Bombina microdeladigitora nếu coi là một loài thì loài này có ở Việt Nam). Tuy nhiên, hiện nay các tác giả về phân loại động vật tại Việt Nam hiểu Bombina maxima theo nghĩa rộng.

## Hình ảnh

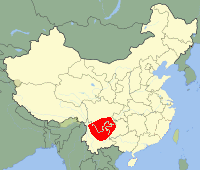

## Thành ngữ
- Gan cóc tía